# Botanophila nigrodorsata
Botanophila nigrodorsata är en tvåvingeart som beskrevs av Masayoshi Suwa 1986. Botanophila nigrodorsata ingår i släktet Botanophila och familjen blomsterflugor. Inga underarter finns listade i Catalogue of Life.